# Gagea spumosa
Gagea spumosa är en liljeväxtart som beskrevs av Igor Germanovich Levichev. Gagea spumosa ingår i Vårlökssläktet och i familjen liljeväxter. Inga underarter finns listade.